# 사송초등학교
사송초등학교(沙松初等學校)는 경상남도 양산시에 있는 공립 초등학교이다.

## 학교 연혁
- 2024년 9월 1일 : 개교